# Olivgrüner Junker
Der Olivgrüne Junker (Anampses geographicus), auch Brauner Perljunker genannt, ist eine Fischart aus der Familie der Lippfische (Labridae). Sie kommt im tropischen Indopazifik vor. Dort reicht ihr Verbreitungsgebiet von Mauritius im Westen bis Südjapan im Norden und den Karolinen und den Fidschiinseln im Osten. Der Olivgrüne Junker kommt auch im Great Barrier Reef und an der australischen Westküste vor.

## Merkmale
Der Olivgrüne Junker wird maximal 31 cm lang, die meisten Exemplare bleiben bei einer Länge von 22 bis 25 cm. Der Rumpf ist seitlich abgeflacht; seine Höhe ist 2,7 bis 3,1 mal in der Standardlänge enthalten. Der Schwanzstiel ist länger als hoch; die Schwanzflosse ist bei jungen Fischen abgerundet, bei ausgewachsenen Exemplaren schließt sie gerade ab. Das Maul ist klein und endständig, die Lippen sind etwas fleischig. An der Spitze jedes Kiefers befindet sich ein Paar großer nach vorn gerichteter Zähne, die oberen sind breit, die unteren konisch. Die übrigen Zähne sind sehr klein. Der Gaumen und der hintere Kieferbereich sind unbezahnt. Die Nasenöffnungen sind klein, die vorderen enden in kleinen Röhren, die hinteren haben vorne einen kleinen Hautlappen. Die Seitenlinie ist durchgehend. Sie verläuft zunächst über die oberen Körperseite und biegt unterhalb des neunten Rückenflossenstrahls nach unten ab um von da an bis zum Schwanzstiel auf der Mitte der Körperseiten zu verlaufen. Der Rumpf ist von kleinen Rundschuppen bedeckt; der Kopf ist bis auf kleine Schuppen im Nacken schuppenlos. Abgesehen von der Basis der Schwanzflosse sind die Flossen schuppenlos. Die Kiemenrechen sind kurz.
Morphometrie:
- Flossenformel: Dorsale IX/11–13; Anale III/11–13; Pectorale 12–14, Caudale 14.
- Schuppenformel: SL 48–50.
- Kiemenrechen: 17–20.
- Branchiostegalstrahlen: 6.

Wie viele andere Lippfische kann der Olivgrüne Junker in seinem Leben das Geschlecht wechseln und drei Farbphasen durchlaufen. Eine Juvenilphase, wenn er noch nicht geschlechtsreif ist, eine Initialphase als Weibchen oder Primärmännchen, die die Farbe der Weibchen haben, und eine Terminalphase als großes, ausgewachsenes Sekundärmännchen.
Die Weibchen und die Primärmännchen sind dunkel olivbraun gefärbt und ungefleckt. Die Schuppen können rötliche Ränder aufweisen. Der Kopf zeigt die gleiche Färbung mit einem leichten purpurnen Einschlag. Am Ende von Rücken- und Afterflosse befinden sich schwarze Augenflecke, die gelbbraun umrandet sind. Der hintere Rand der Schwanzflosse ist rosa. Die Brustflossenstrahlen sind olivgelb, die Membran ist mehr oder weniger transparent. Die Männchen der Terminalphase sind rotbraun gefärbt, wobei jede Schuppe eine senkrechte dunkle Linie aufweist. Kopf und Vorderkörper sind mit blauen Wurmlinien gemustert. Die Lippen sind weißlich. Rücken- und Afterflosse sind rotbraun mit blauen Punkten und Linien. Ihr Rand ist gelb, darunter bzw. darüber befindet sich eine blaue Linie. Die Schwanzflosse ist rotbraun mit unregelmäßigen blauen Linien und einem weißen Rand. Die Strahlen der Brustflossen sind bräunlichgelb, die Flossenmembran ist transparent. Die Bauchflossen sind gelb mit blauen Rändern.

## Lebensweise
Der Olivgrüne Junker lebt in geschützten, flachen Korallenriffen in Tiefen von wenigen bis 20 Metern und ernährt sich von kleinen bodenbewohnenden Wirbellosen. Die Fische sind Freilaicher und die Larven sind nach dem Schlupf zunächst pelagisch.